# Viola pubescens
Viola pubescens is een soort uit het geslacht viooltje  (Viola).
In het Engels wordt de soort Downy yellow violet, yellow violet of smooth yellow violet genoemd.

## Determinatie
De plant wordt 15–25 cm hoog en bloeit in april en mei met gele bloemen.

## Variëteiten
In de Flora of North America worden twee variëteiten onderscheiden:
- Viola pubescens var. leiocarpa
- Viola pubescens var. eriocarpa

## Ecologie
De plant komt voor in droge bosgebieden van gemengde bossen en loofbossen.

## Verspreiding
Het natuurlijke verspreidingsgebied omvat Noord-Amerika, waar de soort voorkomt van Minnesota via Ontario tot Nova Scotia en zuidwaarts tot Virginia.
... · 
V. arvensis (akkerviooltje) · 
V. ×bavarica (middelst bosviooltje) · 
V. biflora (tweebloemig viooltje) · 
V. calcarata (langsporig viooltje) · 
V. canina (hondsviooltje) · 
V. cornuta (hoornviooltje) · 
V. cryana · 
V. curtisii (duinviooltje) · 
V. epipsila · 
V. guestphalica (violette zinkviooltje) · 
V. hirta (ruig viooltje) · 
V. ircutiana · 
V. kusnezowiana · 
V. lutea · 
V. lutea subsp. calaminaria (zinkviooltje) · 
V. lutea subsp. lutea (geel viooltje) · 
V. lutea subsp. elegans ·
V. mirabilis (wonderviooltje) · 
V. odorata (maarts viooltje) · 
V. palustris (moerasviooltje) · 
V. persicifolia (melkviooltje) · 
V. pubescens · 
V. reichenbachiana (donkersporig bosviooltje) · 
V. riviniana (bleeksporig bosviooltje) · 
V. rupestris (zandviooltje) · 
V. tricolor (driekleurig viooltje) · 
...